# Doesburg

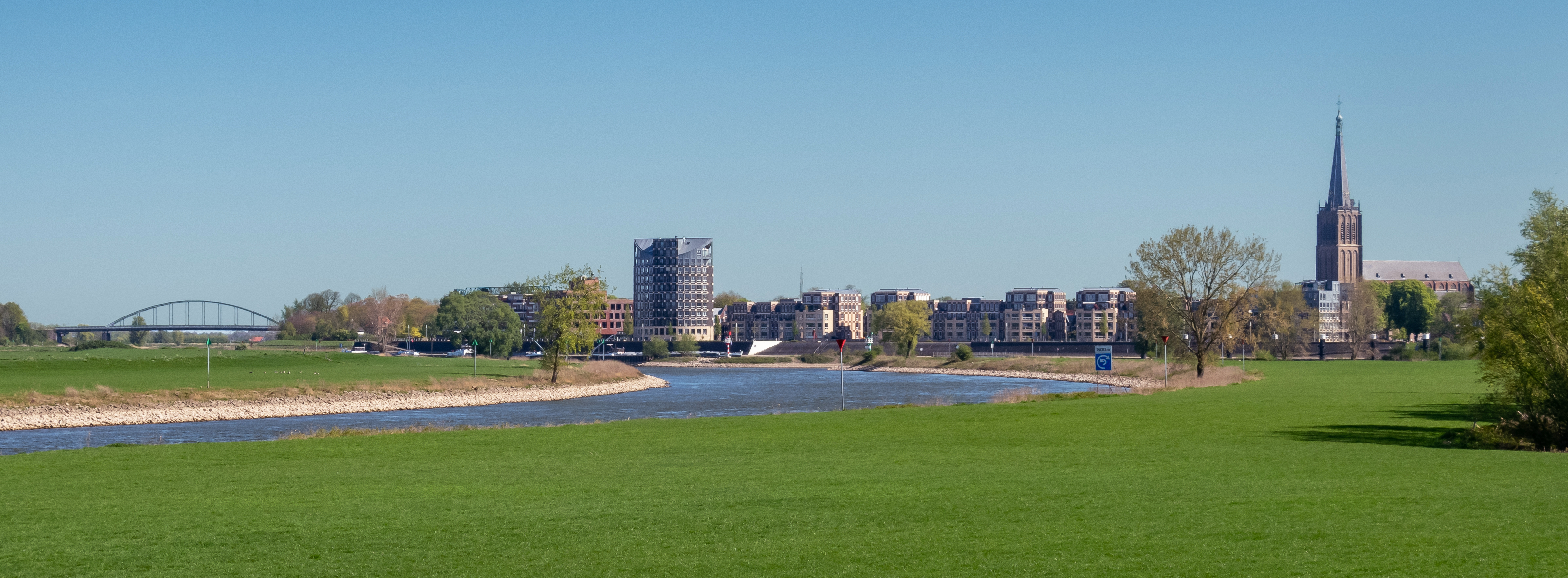
Doesburg, zicht op de stad

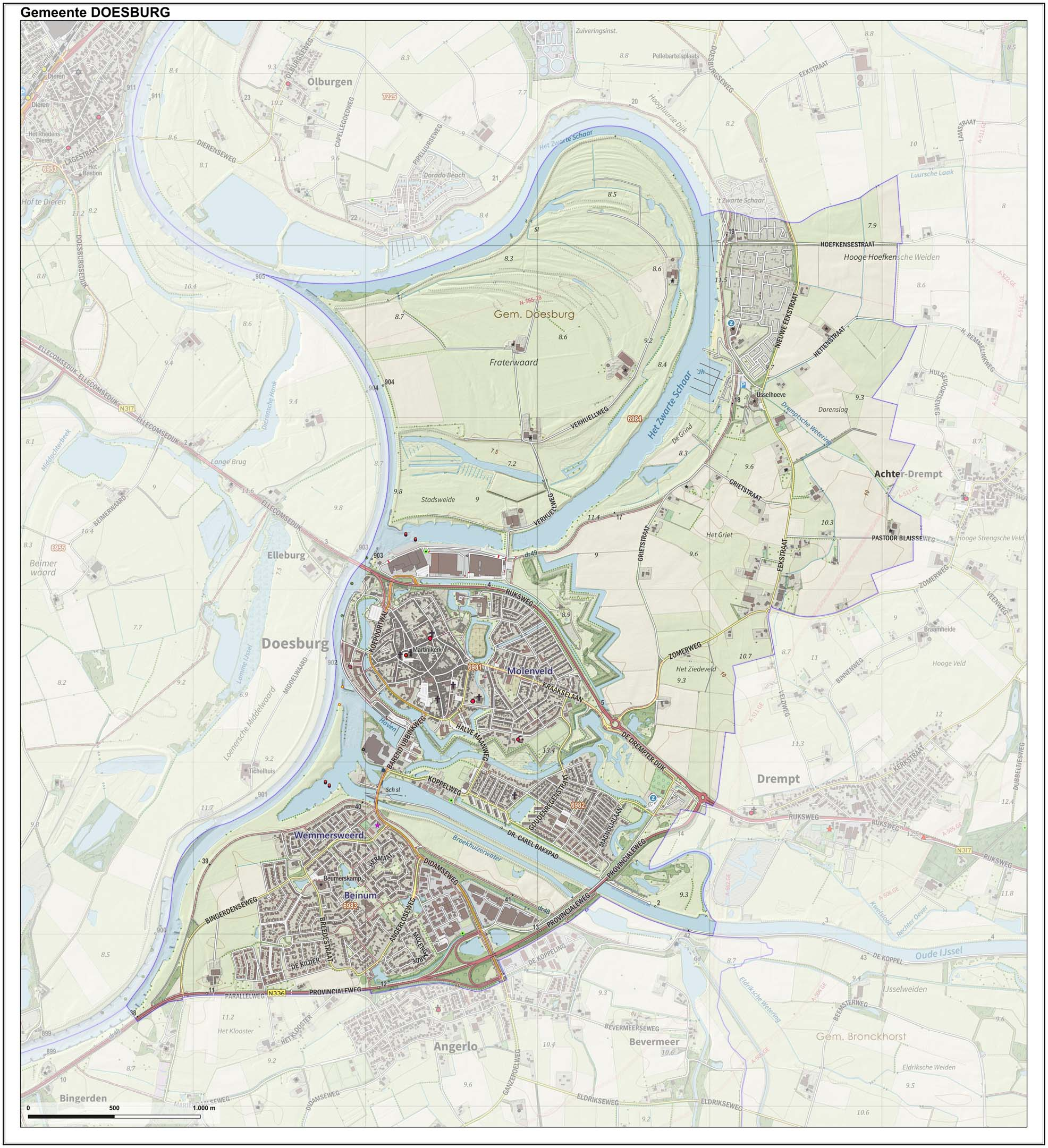
Topografische gemeentekaart van Doesburg, september 2022

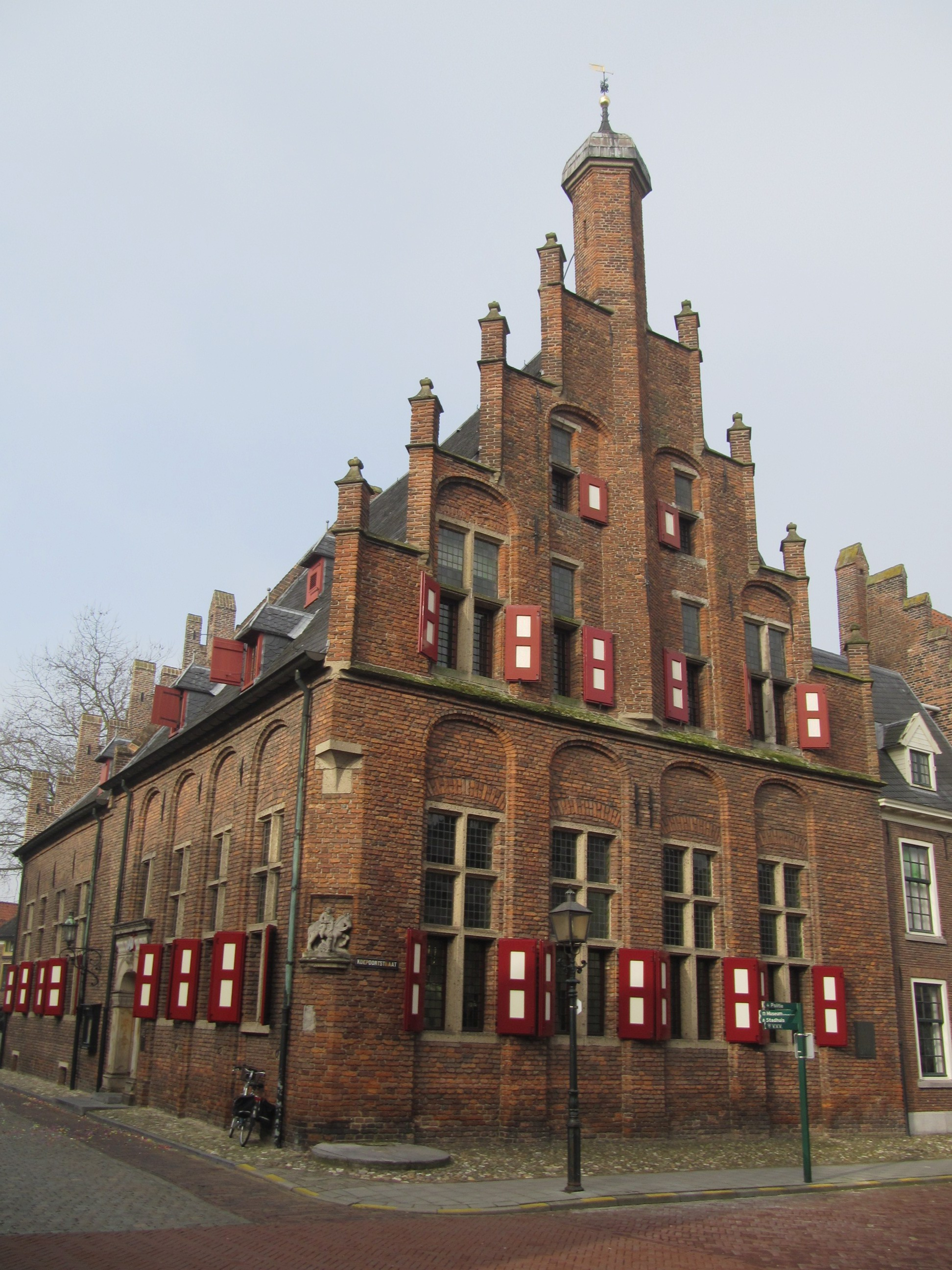
Stadhuis van Doesburg

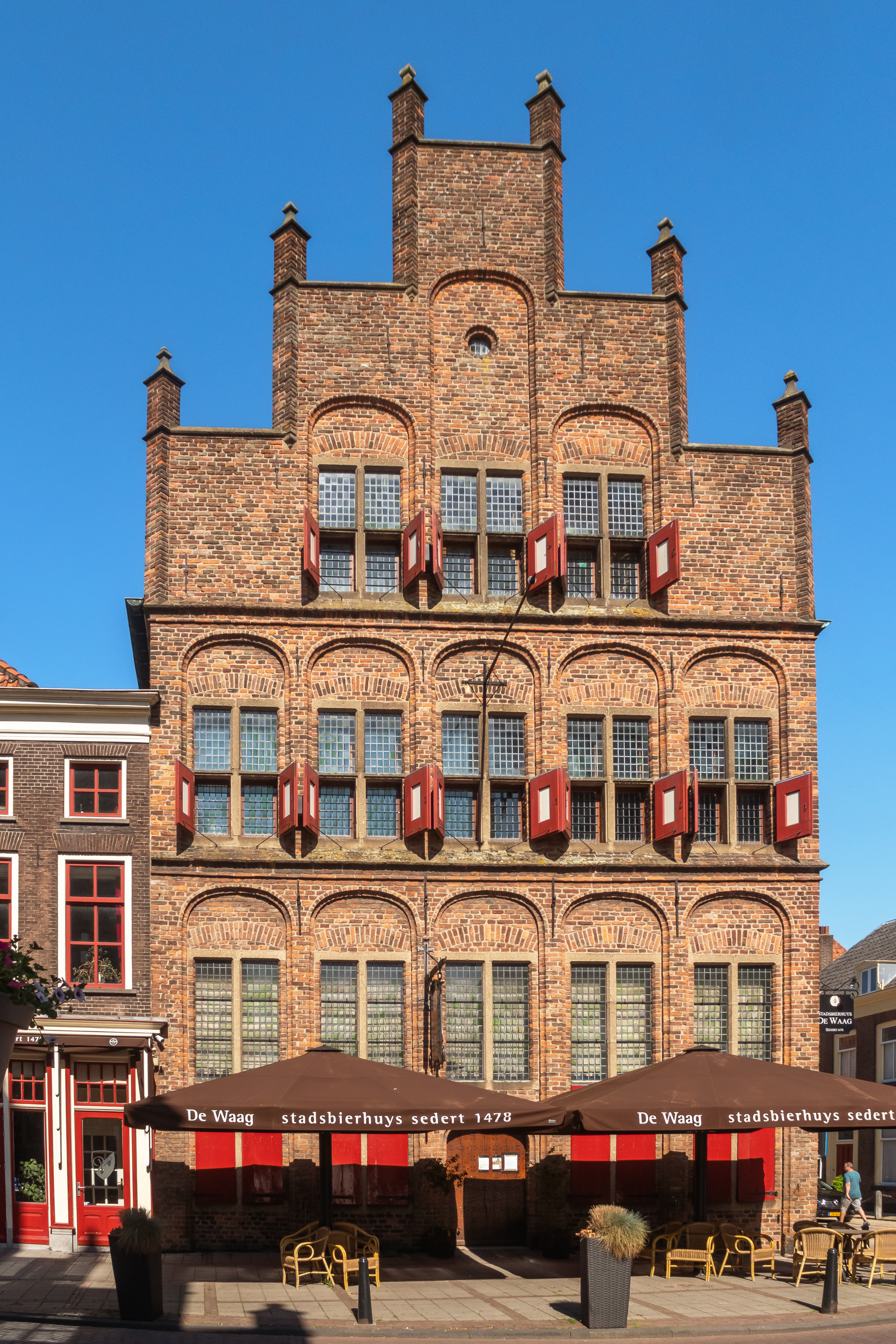
Doesburg, de Waag

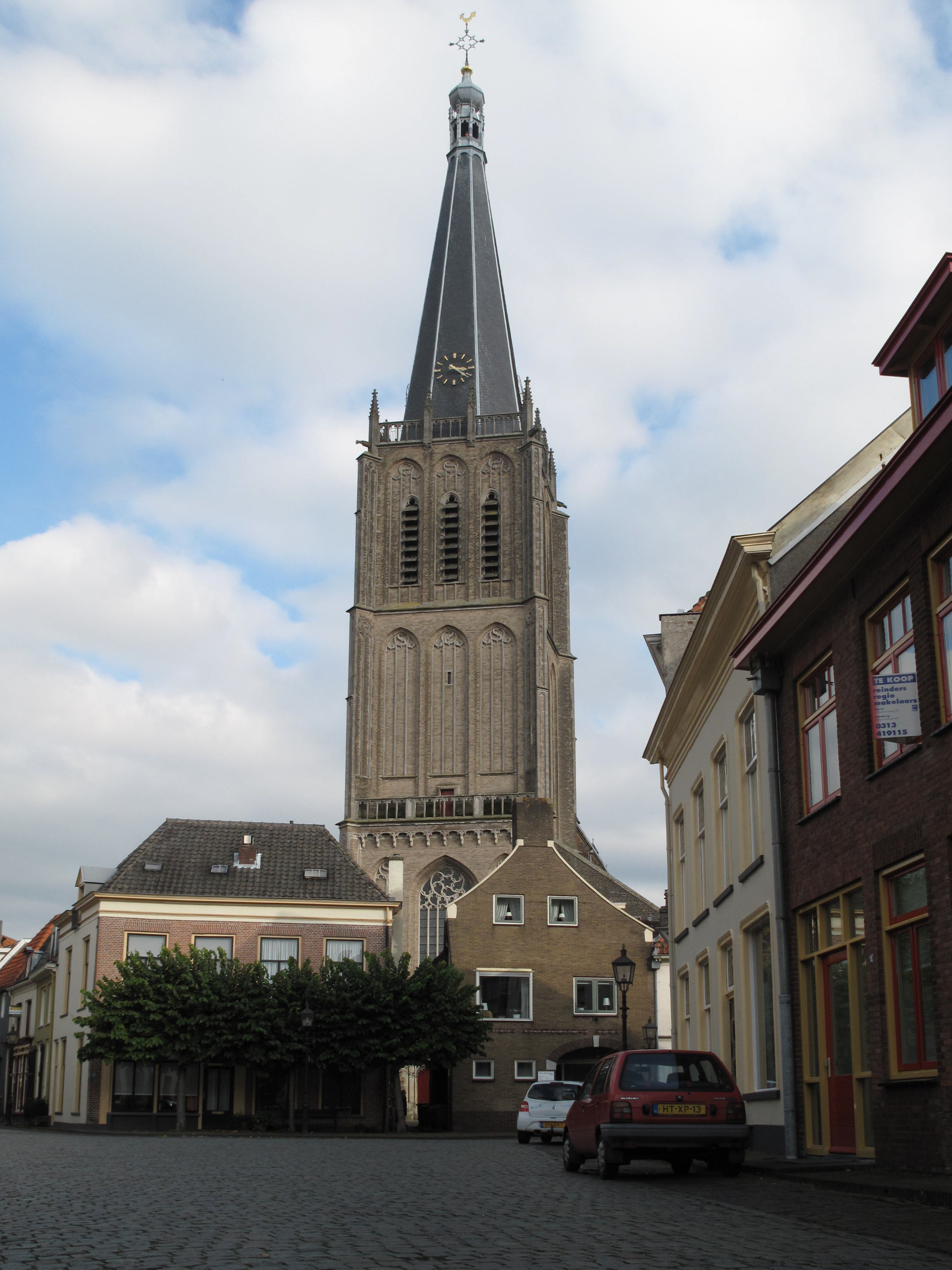
Martinikerk

Doesburg (uitspraakⓘ) (Nedersaksisch: Doezebarg) is een stad (Hanzestad) en gemeente in de Nederlandse provincie Gelderland met 11.081 inwoners. De stad is gelegen langs de Gelderse IJssel en de Oude IJssel en maakt deel uit van de Groene Metropoolregio Arnhem-Nijmegen, voorheen de stadsregio Arnhem / Nijmegen.

## Geschiedenis
Doesburg ontving stadsrechten in 1237, een jaar later dan het nabijgelegen Doetinchem. Door de strategische ligging aan de uitmonding van de Oude IJssel in de Gelderse IJssel, is Doesburg lange tijd een belangrijke vestingstad geweest. Doesburg was een van de vijf stemhebbende steden binnen de Staten van het kwartier Zutphen. Tevens had Doesburg een belangrijke economische en bestuurlijke functie als hoofdstad van het Richterambt van Doesburg. De Martinikerk met de 94 meter hoge toren getuigt nog van de toenmalige voorspoed. Door allerlei oorzaken, waaronder de verzanding van de Oude IJssel, nam de welvaart in Doesburg na de 15e eeuw af.
In de Tachtigjarige Oorlog maakte Doesburg veel krijgsgeweld mee, zoals in het jaar 1572, toen de stad bezet werd door Geuzen onder leiding van Bernard van Merode en Willem IV van den Bergh van de week vóór Pinksteren tot oktober. De graaf van den Bergh had eerst toegang tot de stad gevraagd, en daarop had de magistraat enige afgevaardigden naar het Hof van Gelre gezonden hoe ze zich hierover moesten gedragen, maar eer het antwoord binnen was, hadden de Geuzen de stad al ingenomen en geplunderd.
Vanaf 1586 kreeg Doesburg een vast garnizoen, gestationeerd in de Mauritskazerne (nu Mauritsveld). Op 31 juli 1606 trok de Spaanse veldheer Ambrogio Spinola op naar de stad om de Staatse veldheer Maurits van Nassau, de latere prins van Oranje, te misleiden, alsof hij Deventer wilde aanvallen, waarmee de IJssel werd bedreigd. Maurits trapte in de list en doorzag niet dat de beweging naar Doesburg een afleidingsmanoeuvre was; een Spaanse troepenmacht probeerde langs Almelo het Zwarte Water over te steken, maar werd verslagen in de Slag bij de Berkumerbrug. Op last van Maurits werden de Doesburger verdedigingswerken flink verbeterd en uitgebreid in de jaren 1606-1629.
In 1672 werd Doesburg belegerd en veroverd door de Fransen; zij bezetten de stad tot 1674. Hierna kreeg Doesburg uitgebreide 17e-eeuwse vestingwerken naar ontwerp van Menno van Coehoorn, maar veranderde in een slaperig provinciaal vestingstadje.
In de negentiende eeuw werd het derhalve beschreven als een niet erg florerende stad die met een stagnerende economie en een teruglopende bevolking te maken had. Bestuurlijke instellingen, zoals de rechtbank, hielden de stad enigszins draaiende, al was het op een laag pitje. De culturele elite heerste met de predikanten, juristen en medici als grootste groepen. De beroepssector was weinig dynamisch: zelfs de economische beroepen, zoals de gasfabrikant en wijnhandelaar, waren weinig ondernemend. Er heerste geen sfeer waarin nieuwe initiatieven ontwikkeld konden worden. Het was in feite de vraag of in het Doesburgse milieu de energieke ondernemer wel kon aarden. In de loop van de negentiende eeuw hebben honderden mensen Doesburg verlaten. Het stadje zou de blik niet op de toekomst hebben, maar op het verleden.
Doesburg zou tot na de Tweede Wereldoorlog in deze lethargische toestand blijven. Dit had ook zijn voordelen, de historische binnenstad met zijn vele monumenten bleef goed bewaard. De stad werd daarom in 1974 als beschermd stadsgezicht aangewezen.

#### Tweede Wereldoorlog
Begin Tweede Wereldoorlog werd Doesburg redelijk snel ingenomen door het Duitse leger. Over verzet in Doesburg is weinig terug te vinden. Op 20 april 1944 is de stad echter het toneel van een vuurgevecht tussen de Duitse Sicherheitsdienst en ondergrondse strijders van de KP-Aalten in en om de drogisterij van Philip Gastelaars aan de Koepoortstraat. Tijdens de schietpartij wordt de KP-commandant gedood en daarna worden uiteindelijk de andere drie mannen en ook gastheer Gastelaars gearresteerd. De knokploeg was onderweg naar Noord-Brabant om wapens op te halen, maar kreeg tijdens de heenreis steeds meer in de gaten dat hun Nederlandse chauffeur en contactman hen in een Duitse val liet lopen. Vandaar hun besluit om een pauze voor beraad in te lassen bij de "goede Nederlander" Philip Gastelaars in Doesburg. Voor de Doesburger liep het ook verkeerd af: hij werd een dag later op het terrein van de SS-opleidingsschool "Avegoor" bij Ellecom "op de vlucht doodgeschoten".
.
Begin oktober 2021 werd op de stadsmuur langs de Kraakselaan een plaquette onthuld ter herdenking van de heldhaftige daad van de jonge Doesburger Gerrit Vermeulen om op 16 april 1945 met gevaar voor eigen leven - zich in de duisternis een weg te banen naar de Canadese legereenheid bij Drempt, die op het punt stond om Doesburg te bevrijden. 
Na ongeveer 5 jaar bezetting werd Doesburg bevrijd, helaas hebben de Duitsers de Martinikerk, de Mauritskazerne, de watertoren en de molen opgeblazen.

#### Naoorlogse ontwikkelingen
Omdat Doesburg tot 1923 officieel een vestingstad was, was stadsuitbreiding niet mogelijk. Na de Tweede Wereldoorlog werd de stad snel uitgebreid. De toren van de Martinikerk was in 1945 opgeblazen, maar werd in de jaren 50 en 60 herbouwd. In de jaren 50 werd aan de oostelijke zijde van de stad de wijk Molenveld gebouwd. In de jaren zestig volgde de wijk De Ooi. Ten zuiden van de Oude IJssel volgde in de jaren 70 en 80 de wijk Beinum, recent is ten zuiden van Beinum de wijk Beinum-West gebouwd. Aan het begin van de 21e eeuw is aan de IJsselkade een nieuwe woonwijk verrezen van 44 woningen en 124 appartementen onder architectuur van de Italiaanse architect Adolfo Natalini. In 2007 is daar begonnen met de bouw van een hotel met appartementen.

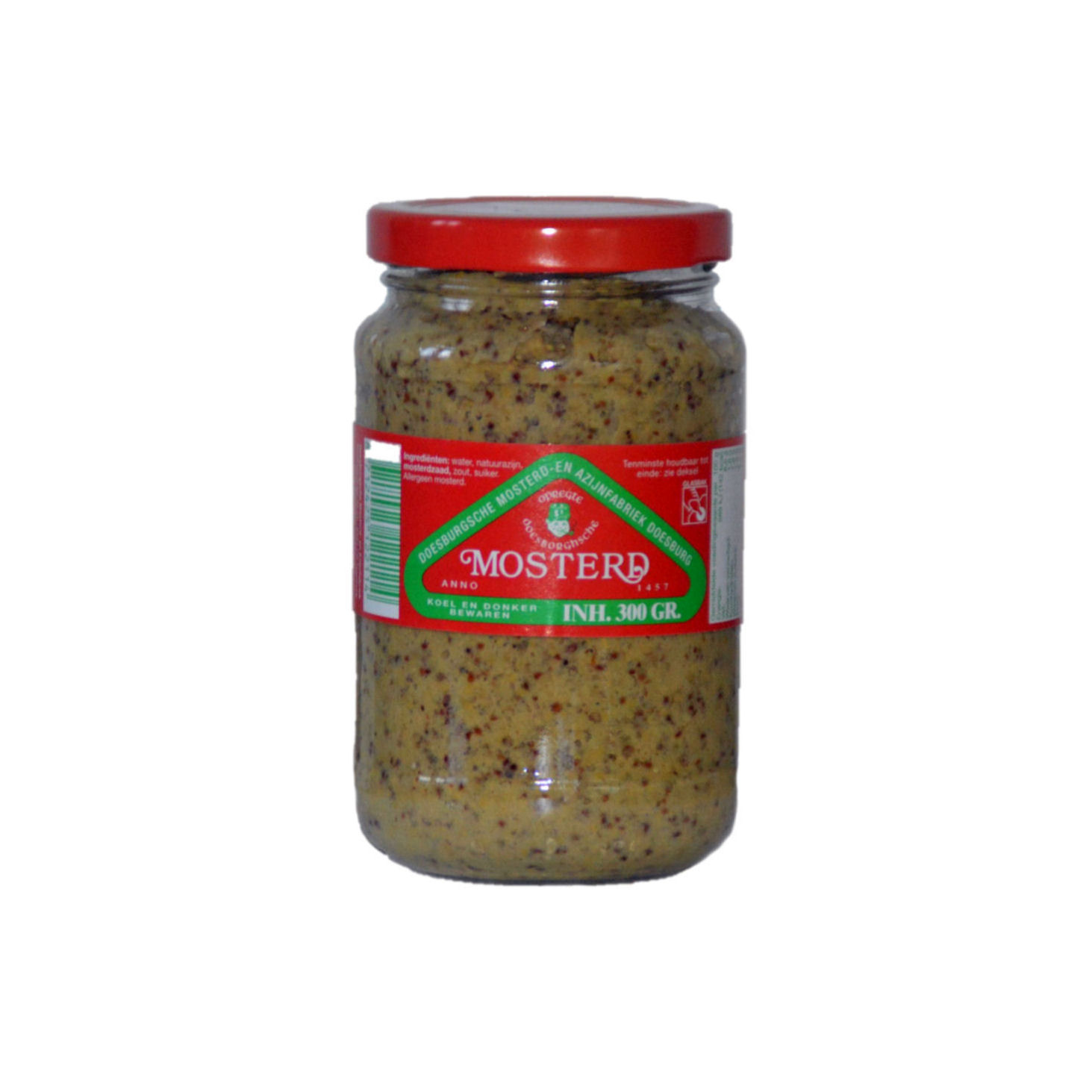
Doesburgsche mosterd

## Bezienswaardigheden
- Gasthuiskerk
- Martinikerk
- Stadhuis van Doesburg
- Streekmuseum De Roode Tooren
- Archief
- Waag
- Mosterdmuseum
- Lalique Museum
- Openbaar Vervoer & Speelgoed Museum

### Monumenten
Op het gebied van de archeologie en de monumentenzorg werkt de gemeente Doesburg samen met de gemeente Zutphen. Doesburg telt meer dan 150 rijksmonumenten, 6 gemeentelijke monumenten en andere bezienswaardigheden, zie de
- Lijst van rijksmonumenten in Doesburg
- Lijst van gemeentelijke monumenten in Doesburg
- Lijst van oorlogsmonumenten in Doesburg
- Lijst van beelden in Doesburg

Kaart van de oude vesting Doesburg.

## Toerisme
Ten noorden van Doesburg bevinden zich diverse campings waar in het seizoen ruim 4000 bezoekers verblijven. Ook de historische binnenstad met diverse musea en vele monumenten trekt ieder jaar weer duizenden toeristen. Grote toeristentrekkers zijn de Gildehof, de Doesburgse Mosterdfabriek en 'De Waag', naar verluidt de oudste horecagelegenheid van Nederland en het Arsenaal, voormalig middeleeuws klooster en wapenopslag uit 1309, nu in werking als multifunctioneel centrum met onder andere een Grand Café. Iedere eerste zondag van de maand wordt de Culturele Zondag in de historische binnenstad georganiseerd.

## Economie

### Industrie
Aan de noordzijde van de stad, parallel aan de N317, ligt het bedrijventerrein Verhuellweg. Ten oosten van de wijk Beinum, naast de provinciale weg N338, liggen de bedrijventerreinen Beinum-Oost en Beinum-West. Langs de Gelderse IJssel is een ijzergieterij gevestigd.
Doesburg staat bekend om zijn mosterd, en inwoners worden ook wel spottend “mosterdpotten” genoemd. De oudste vermelding over een mosterdmaker dateert uit 1457 en betreft Gosen Momme, die in het bezit was van een mosterdmolen. In 1865 zijn zes mosterdmakers actief in Doesburg. Tegenwoordig huisvest Doesburg één mosterdfabriek. Tijdens de jaarlijkse Mosterd Muziekdag gaan Doesburgse horecaondernemers met elkaar de strijd aan om de beste mosterdsoep.

### Winkelen
In de binnenstad bevinden zich winkels die op vrijdagavond koopavond hebben. De weekmarkt is er op woensdagmorgen van 8.00 tot 12.30 uur. De weekmarkt vindt plaats op de Kloostertuin. 

## Evenementen
Doesburg is jaarlijks het decor voor enkele grote evenementen. Naast de Doesburgse Koningsdag die uit de wijde omgeving bezoekers trekt, is er ieder jaar in augustus een grote fotograficabeurs, in juni is er een kermis, in juli de braderie en het straattheaterfestival Doesburg Binnenste Buiten (het grootste gratis evenement van Oost-Gelderland), eind september/begin oktober is er de Hanze City Trail het hardloop- en wandelevenement dat door gebouwen en langs monumenten in Doesburg gaat, in november is ieder jaar de intocht van Sint-Nicolaas aan de grote nieuwe IJsselkade van Doesburg. Dit betrof in 1995 zelfs de landelijke intocht van Sinterklaas.
Naast deze evenementen vinden begin juni de Hanzefeesten en Sint-Maartensmaaltijd plaats. Tijdens dit gecombineerde evenement wordt de historische binnenstad omgetoverd in een middeleeuws tafereel en worden oude ambachten gedemonstreerd. In de Martinikerk vindt de traditionele Sint-Maartensmaaltijd plaats, terwijl op het kerkplein een curiosamarkt gehouden wordt. De maaltijd wordt georganiseerd door de Stichting Manifestaties Martinikerk Doesburg (SMMD) en de Hanzefeesten door de stichting Hanzefeesten Doesburg. Al deze activiteiten zijn gratis toegankelijk.

## Onderwijs
- ODBS de Wetelaar
- MKC Anne Frank
- Kindcentrum de Horizon

## Sport
- Korfbalvereniging Rivalen.
- Doesburgse Watersport Vereniging
- Doesborgsche Schaakgenootschap. Een kleine schaakvereniging dat van het laatste kwart in de negentiende tot halverwege de twintigste eeuw epitomatisch voor de ontwikkeling van de Doesburgse gemeenschap was.
- SC Doesburg, een voetbalvereniging.

## Politiek

### Gemeenteraad
De gemeenteraad van Doesburg bestaat uit 15 zetels. Hieronder staat de samenstelling van de gemeenteraad sinds 1998:
| Gemeenteraadszetels  | Gemeenteraadszetels | Gemeenteraadszetels | Gemeenteraadszetels | Gemeenteraadszetels | Gemeenteraadszetels | Gemeenteraadszetels | Gemeenteraadszetels |
| Partij               | 1998                | 2002                | 2006                | 2010                | 2014                | 2018                | 2022                |
| -------------------- | ------------------- | ------------------- | ------------------- | ------------------- | ------------------- | ------------------- | ------------------- |
| Stadspartij Doesburg | -                   | -                   | 2                   | 3                   | 3                   | 4                   | 5                   |
| PvdA/GroenLinks      | -                   | -                   | -                   | -                   | -                   | 3                   | 3                   |
| SP                   | 4                   | 5                   | 6                   | 4                   | 3                   | 2                   | 2                   |
| VVD                  | 3                   | 3                   | 2                   | 2                   | 2                   | 2                   | 2                   |
| D66                  | 2                   | 1                   | 1                   | 1                   | 2                   | 2                   | 2                   |
| CDA                  | 3                   | 3                   | 1                   | 2                   | 2                   | 2                   | 1                   |
| PvdA                 | 3                   | 3                   | 3                   | 2                   | 2                   | -                   | -                   |
| GroenLinks           | -                   | -                   | -                   | 1                   | 1                   | -                   | -                   |
| Totaal               | 15                  | 15                  | 15                  | 15                  | 15                  | 15                  | 15                  |

### College van B & W
De coalitie van Doesburg bestaat sinds de gemeenteraadsverkiezingen van 2022 uit de Stadspartij, de VVD en het CDA. Het college van burgemeester en wethouders bestaat uit burgemeester Loes van der Meijs - van der Laar, Birgit van Veldhuizen (Stadspartij Doesburg), Bart Elbers (VVD) en Stan Hillenaar (CDA).
Op 1 oktober 2023 trad VVD-wethouder Rob Gossink af. Hij wordt opgevolgd door Bart Elbers.
Op 18 december 2015 is Loes van der Meijs - van de Laar benoemd tot burgemeester van Doesburg. Zij is daarmee de eerste vrouwelijke burgemeester van Doesburg.
Zij volgde Gosse Noordewier (PvdA) op die gedurende ruim een jaar waarnemend burgemeester van Doesburg was na het overlijden van burgemeester Kees Luesink op 27 december 2014. 
Op 10 maart 2025 is Arco Hofland door de commissaris van de Koning, Henri Lenferink, per direct benoemd tot waarnemend burgemeester van de gemeente Doesburg. Hij neemt waar voor burgemeester Loes van der Meijs - van de Laar die vanwege herstel na een operatie langere tijd afwezig is.   

## Bekende Doesburgers

### Geboren in Doesburg
- Wemberich van Berchem (1580 of 1581-1653), zeevaarder
- Jan van Kinsbergen (1735-1819), zeeofficier
- Robert Jacob Gordon (1743-1795), ontdekkingsreiziger
- Johan Conrad van Hasselt (1797-1823), arts en natuuronderzoeker
- Willem Cornelis Ketjen (1782-1858), burgemeester van Doesburg
- Willem Anne baron Schimmelpenninck van der Oye (1800-1872), Tweede Kamerlid en minister
- Frederik Alexander Adolf Gregory (1814-1891), Nederlands viceadmiraal
- Alexander Ver Huell (1822-1897), tekenaar en schrijver[11]
- Theodoor Colenbrander (1841-1930), plateelschilder en architect
- Adriaan Joseph Sloot (1846-1911), jurist
- Coenradus Geerlings (1865-1951), schrijver van het Gelders volkslied
- Cornelia Razoux Schultz-Metzer (1898-1992), feministe
- Gerard Ubbink (1900-1989), gereformeerd predikant
- Ben Ubbink (1921-1993), Engelandvaarder
- Jaap Dekker (1947-2020), componist, boogiewoogiepianist
- Gerrit Mintjes (1949-2007), voetballer
- Wim Egbertzen (1949), voetbalscheidsrechter
- Hans Ubbink (1961), modeontwerper
- Chris Trentelman (1963), voetballer
- Ron König (1964), burgemeester van Deventer
- Esther-Mirjam Sent (1967), hoogleraar economie en senator; partijvoorzitter PvdA
- Raymond Lenting (1984), voetballer

Andere bekende personen uit Doesburg zijn de commissaris van de Koning in Gelderland Clemens Cornielje, de latere burgemeesters Niels Joosten (Doetinchem), Elbert Roest (Laren, N-H), Henk Aalderink (v/h Bronckhorst) en Arno Frankfort (diverse gemeenten). Verder zijn de oud-profvoetballers Paul Bosvelt, Rob Das en Bas Leferink afkomstig uit Doesburg. Voormalig Tweede Kamerlid Agnes Kant was tot 1998 op lokaal niveau politiek actief in Doesburg en woont daar nog steeds. De beeldhouwer Ad van den Brink is woonachtig in Doesburg. Ook de kunstenaar Tino Goedings werkte vanuit Doesburg.

### Overleden in Doesburg
- Kees Ruizendaal (1944), verzetsstrijder
- Nico de Wolf (1967), architect
- Kees Luesink (2014), burgemeester

## Verkeer en vervoer
Doesburg is bereikbaar via de A348, de N317 en de N338.
Doesburg is per bus bereikbaar met Arriva en Breng via:
- Lijn 26 Arnhem - Velp - Doesburg - Dieren
- Lijn 27 Arnhem - Velp - Lathum - Giesbeek - Doesburg - Keppel - Doetinchem
- Lijn 29 Arnhem - Velp - Rheden - Doesburg - Keppel- Doetinchem

## Aangrenzende gemeenten
| Aangrenzende gemeenten | Aangrenzende gemeenten | Aangrenzende gemeenten | Aangrenzende gemeenten | Aangrenzende gemeenten |
| ---------------------- | ---------------------- | ---------------------- | ---------------------- | ---------------------- |
|                        |                        |                        |                        | Bronckhorst            |
|                        |                        |                        |                        |                        |
| Rheden                 |                        |                        |                        |                        |
|                        |                        |                        |                        |                        |
| Zevenaar               |                        |                        |                        |                        |

## Foto's

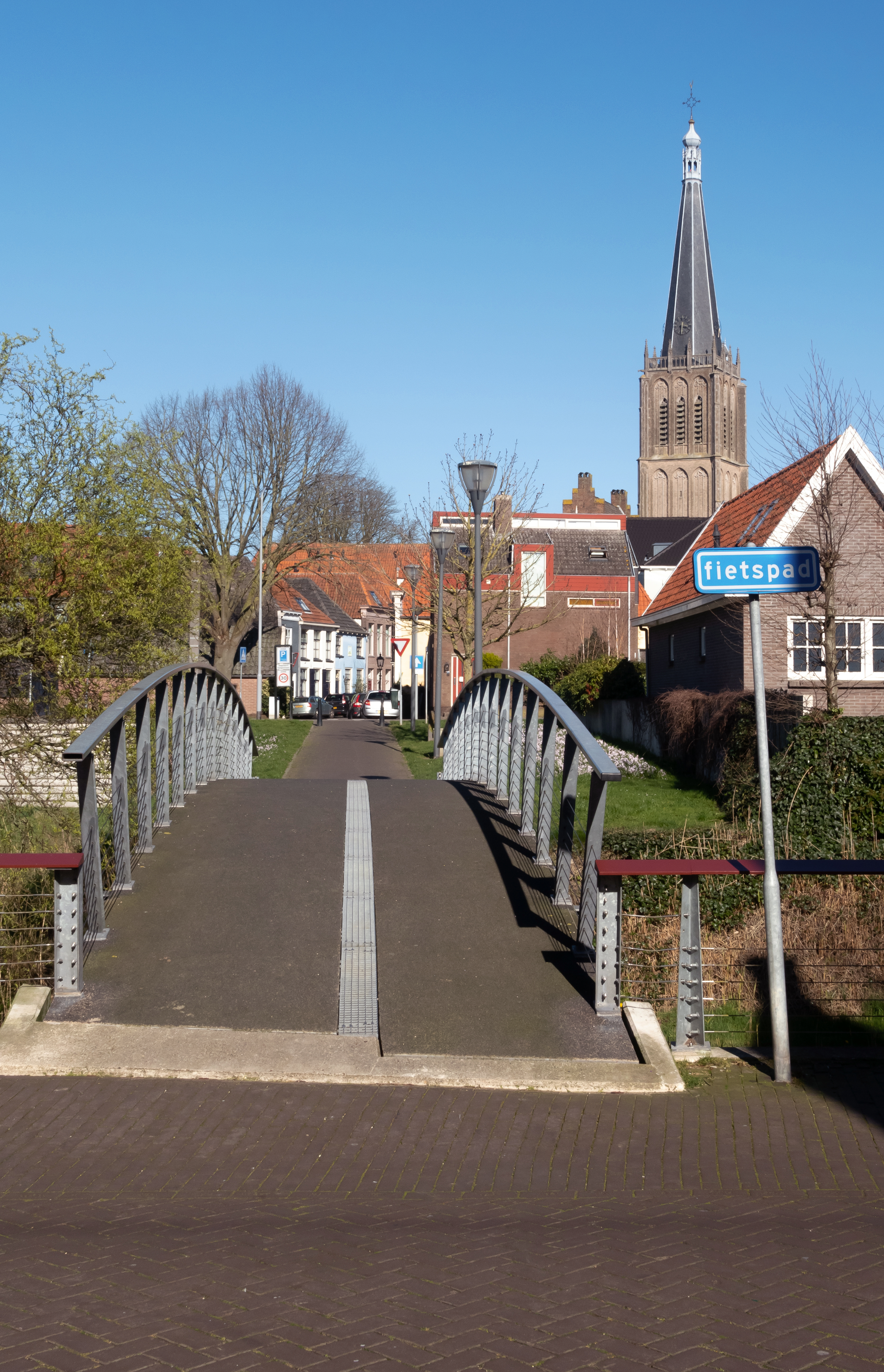
Grote of Martinikerk vanaf de Bleekerskade
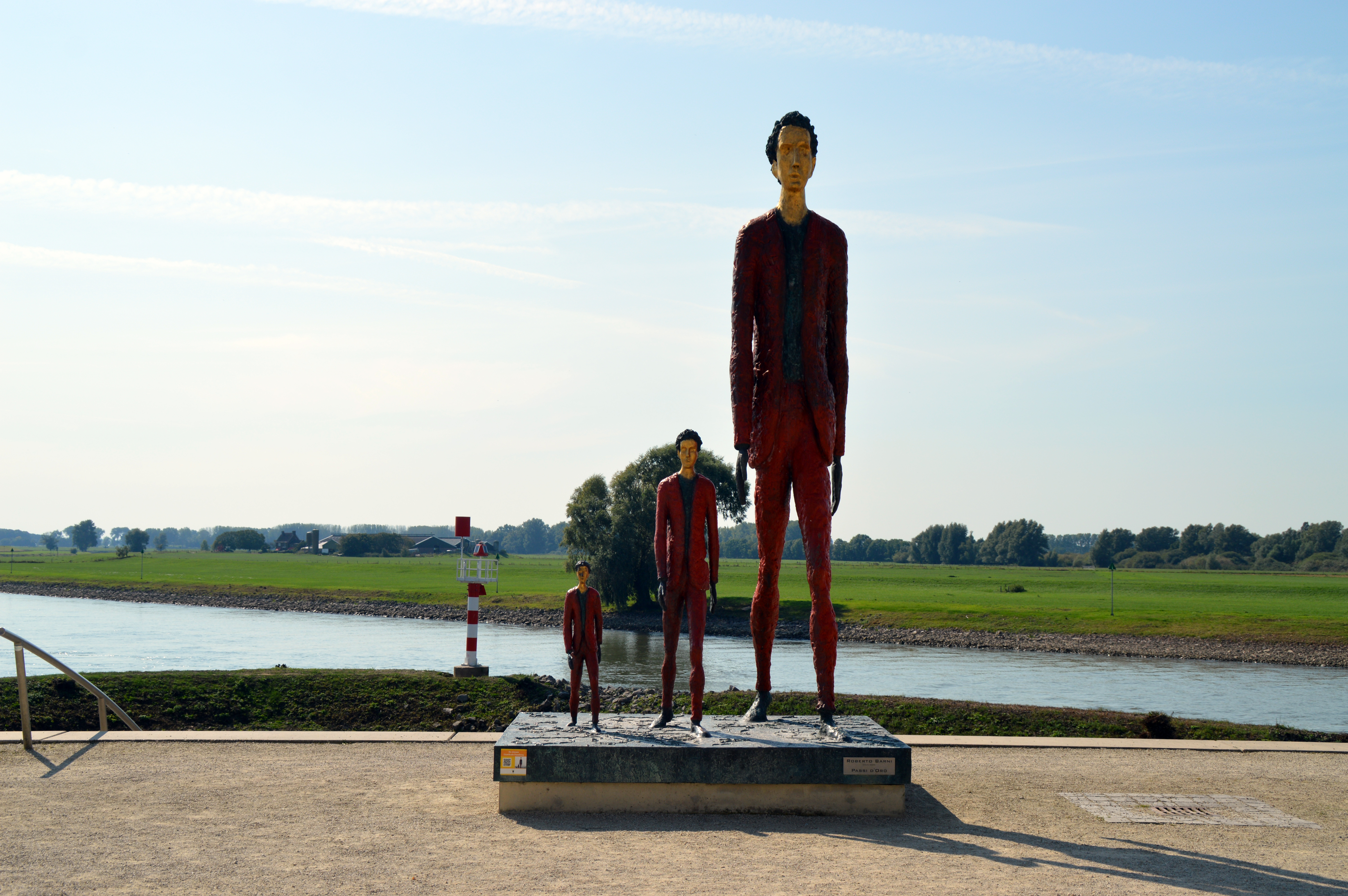
Passi d'Oro (2006) van kunstenaar Roberto Barni op de IJsselkade
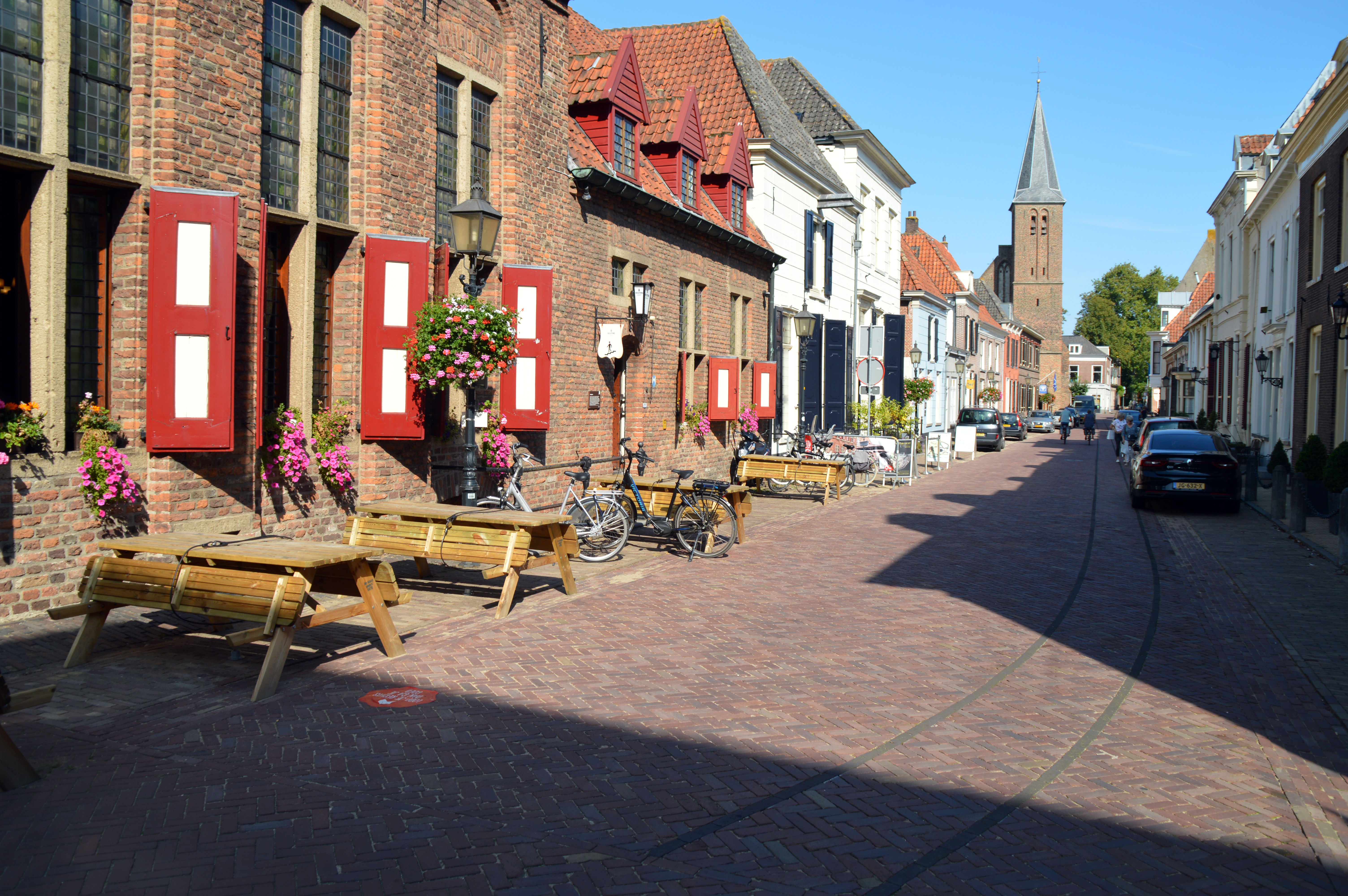
Gasthuisstraat met links de Waag en op de achtergrond de Gasthuiskerk
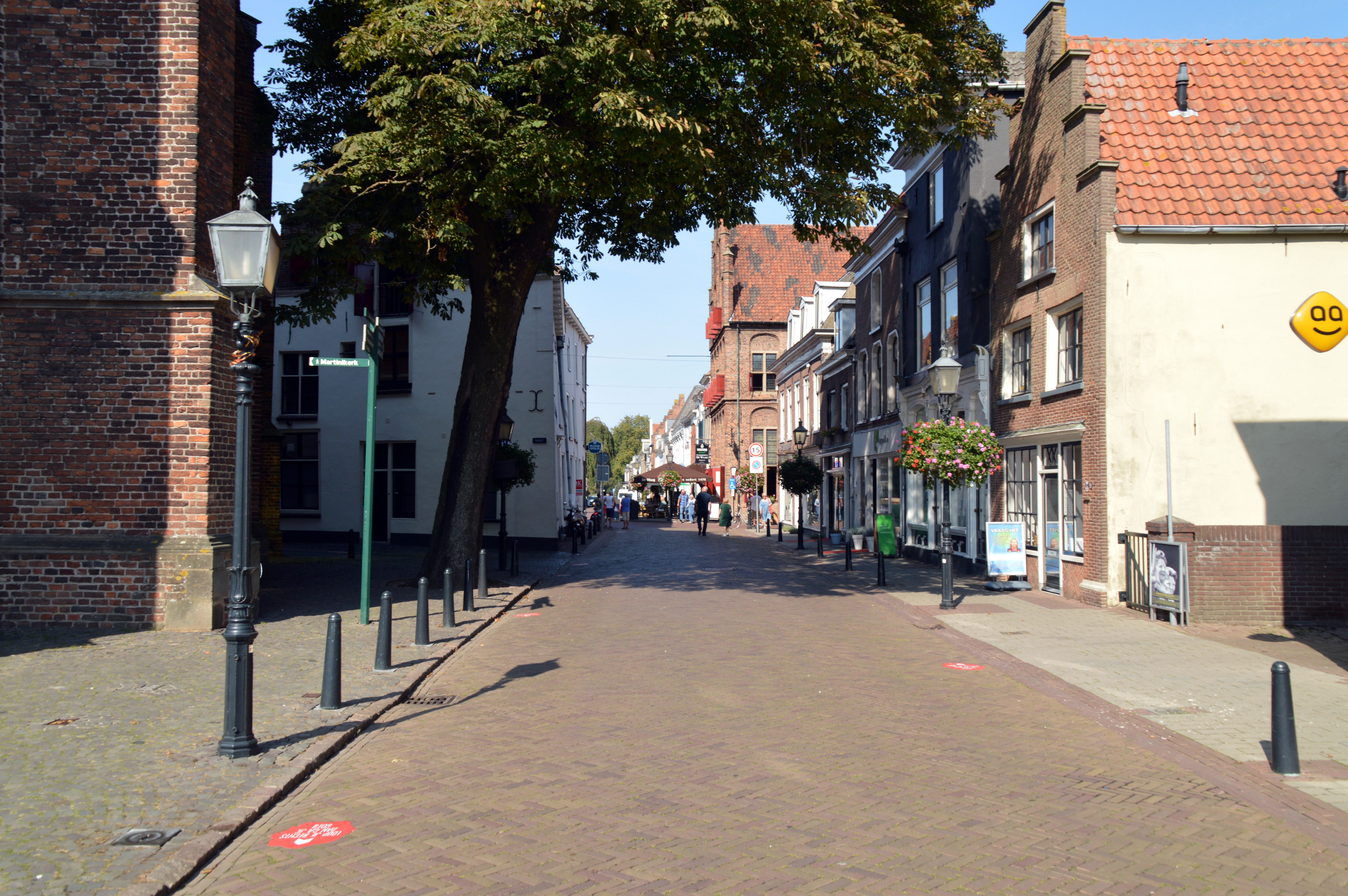
Kerkstraat met op de achtergrond de Waag en links de Martinikerk
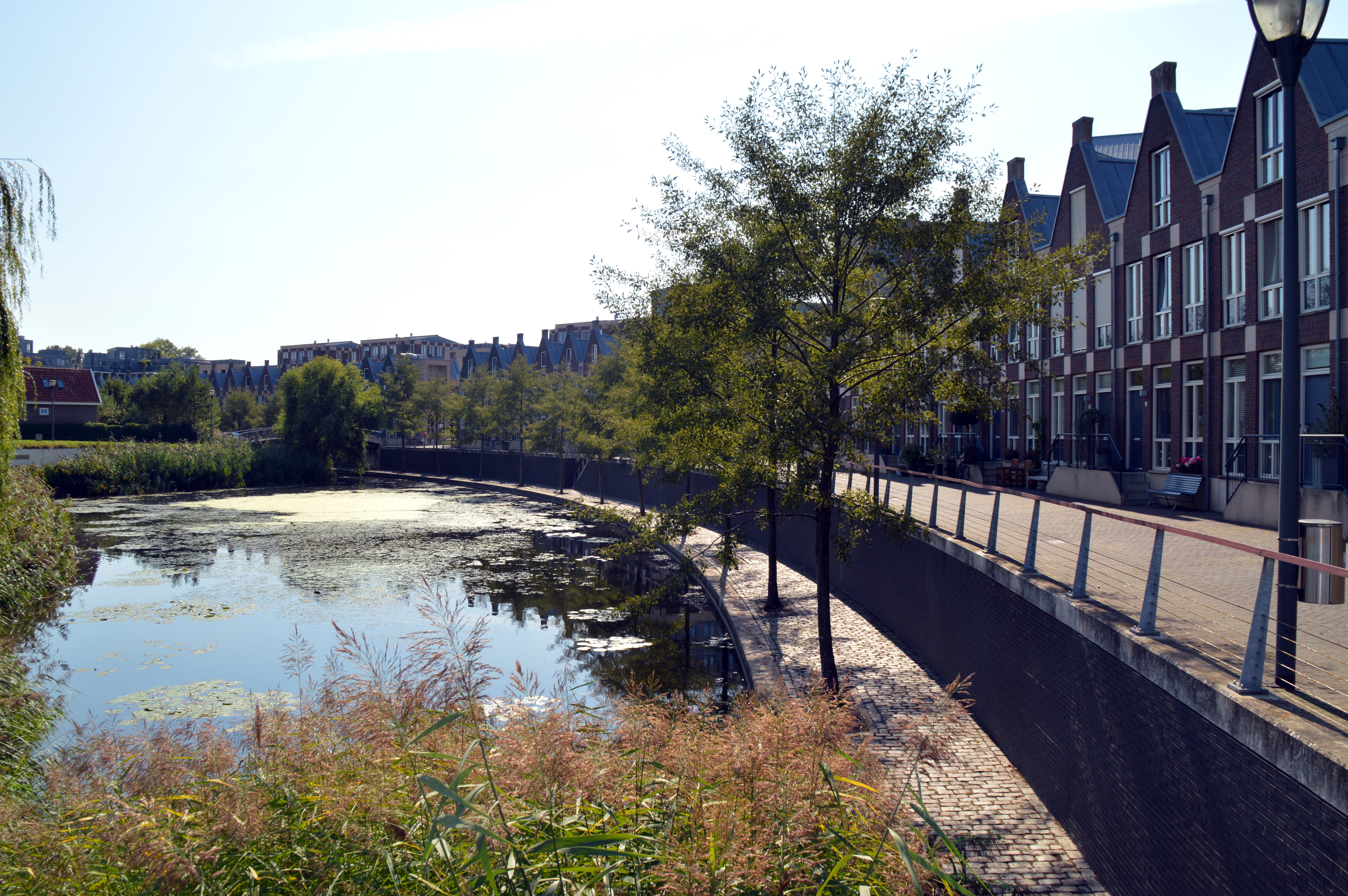
Verlengde Bleekersgracht en Bleekerskade met uitzicht op de Saltpoortdijk
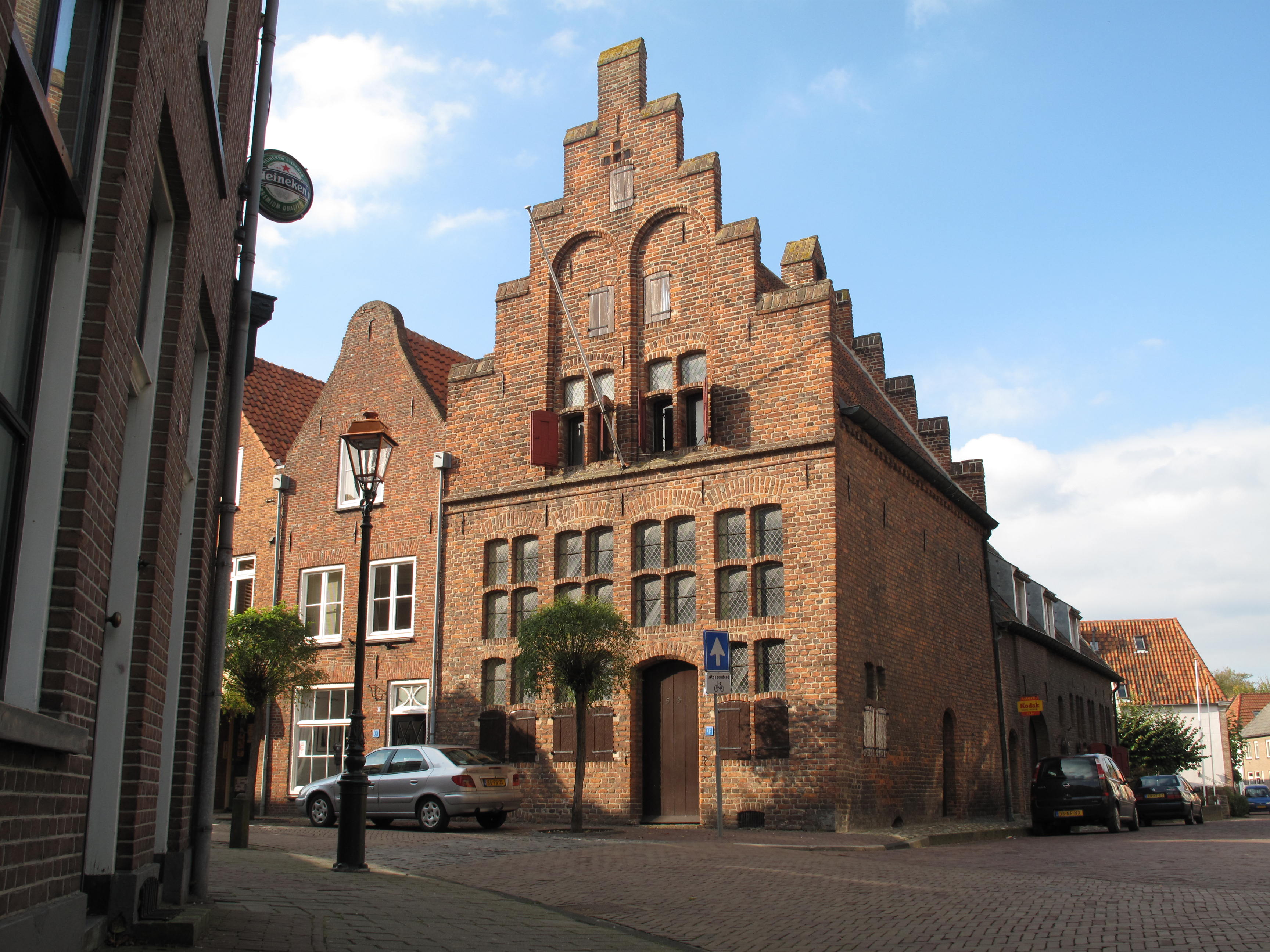
Monumentaal pand
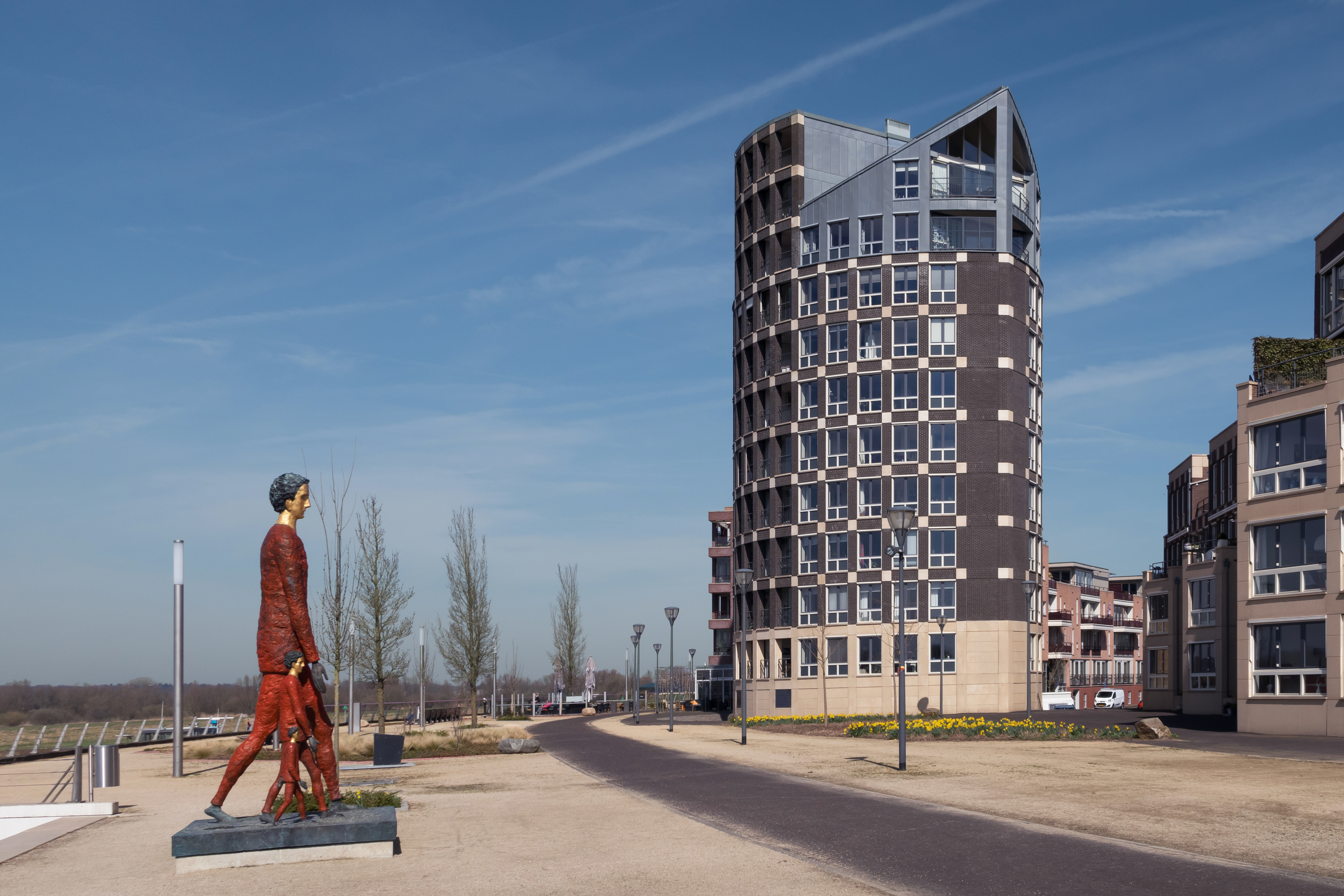
Modern straatzicht
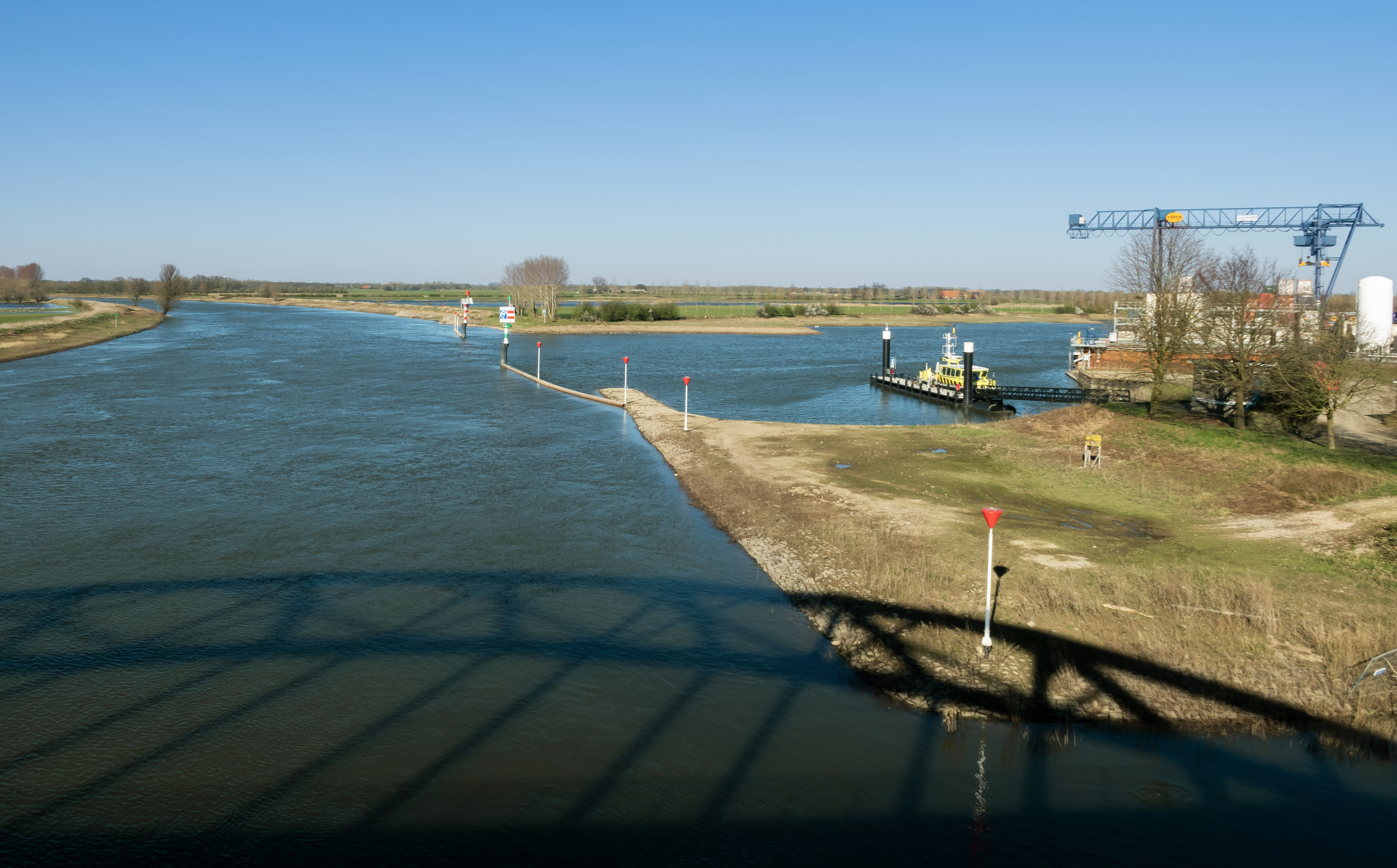
IJssel vanaf de brug
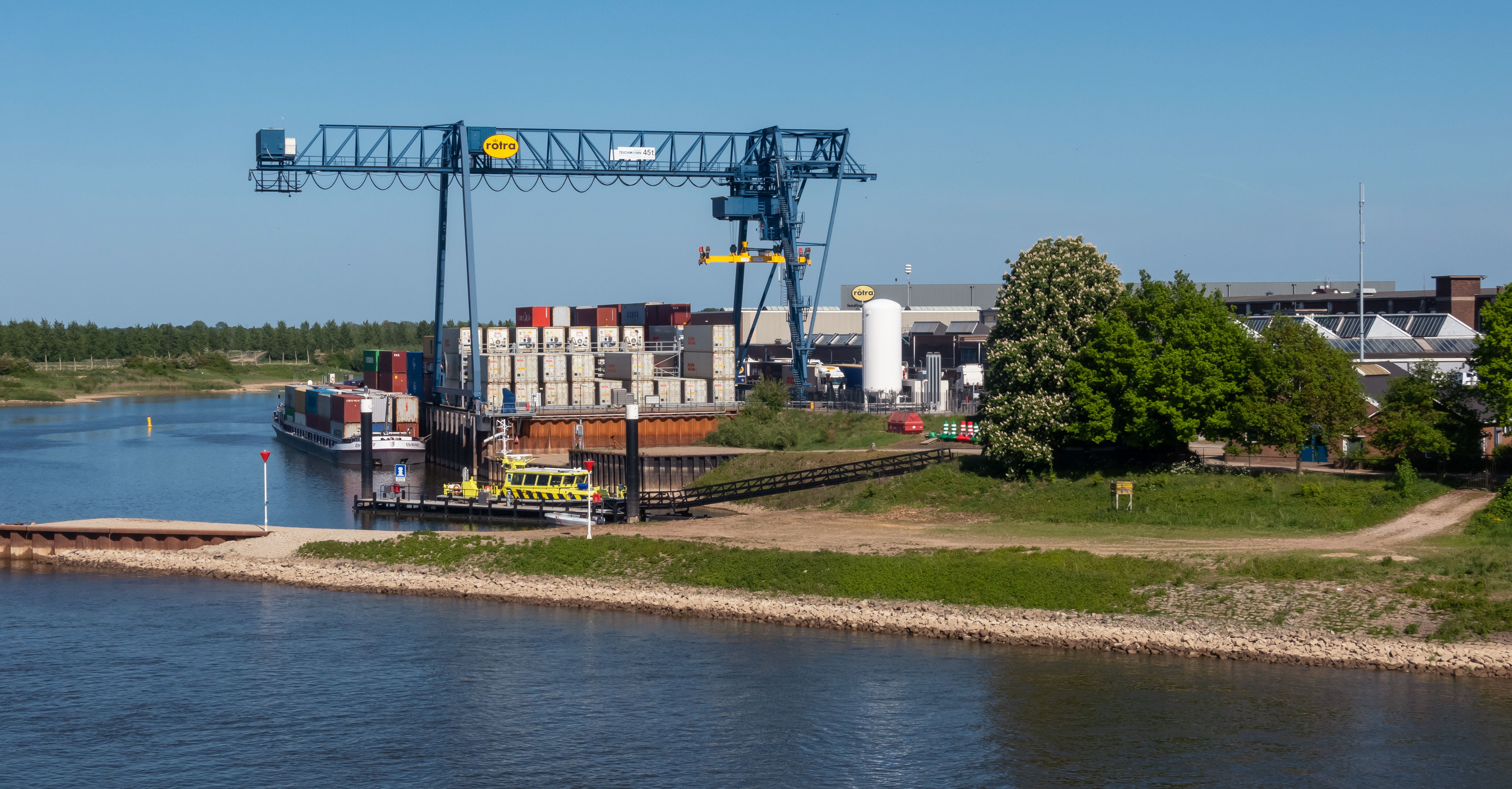
Bedrijfsterrein van Rotra Forward
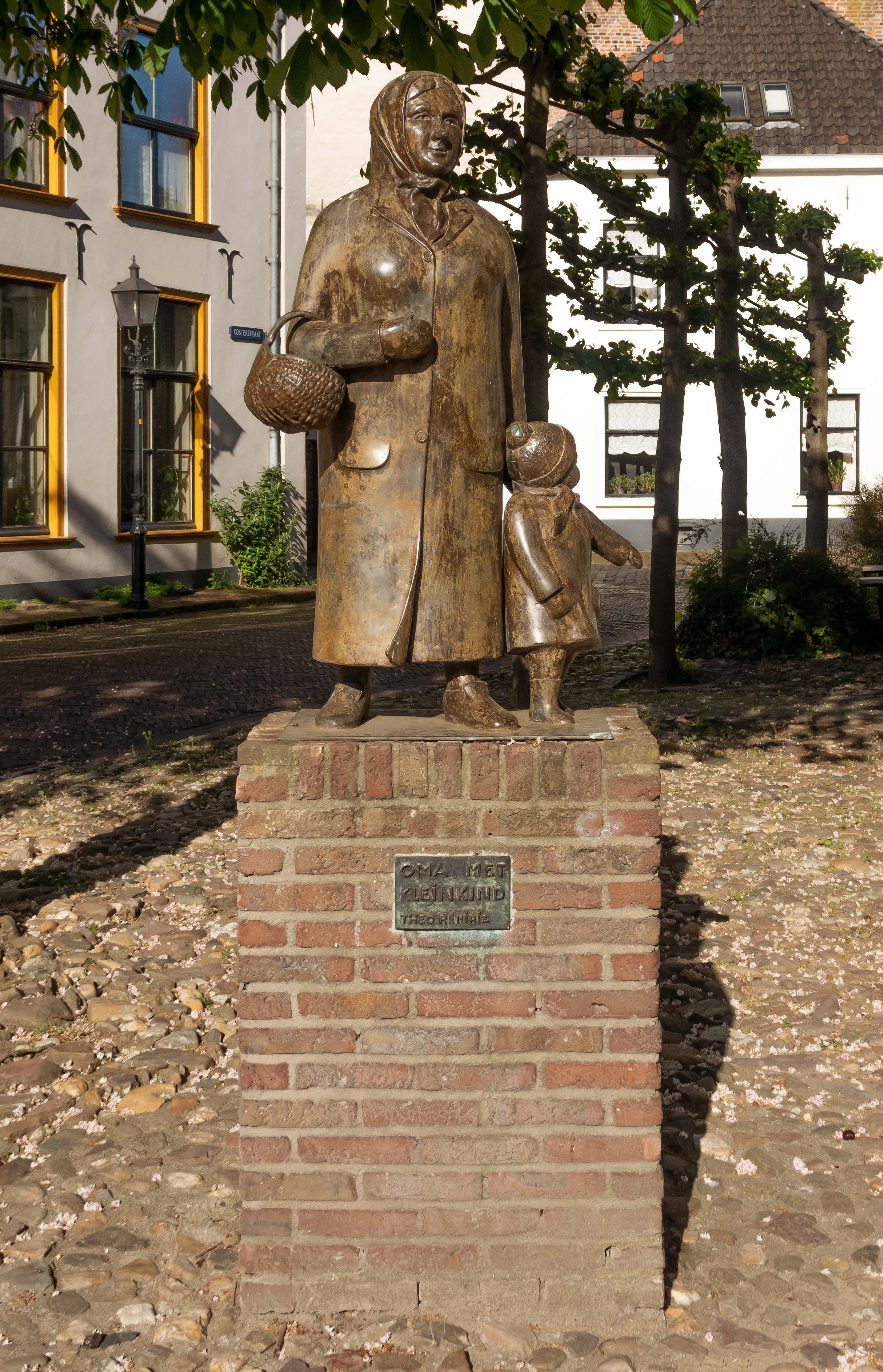
Beeld Oma met kleinkind van Theo Renirie